# Moravška Gora
Moravška Gora – wieś w Słowenii, w gminie Litija. W 2018 roku liczyła 122 mieszkańców.